# Sinopodisma kawakamii
Sinopodisma kawakamii är en insektsart som först beskrevs av Tokuichi Shiraki 1910.  Sinopodisma kawakamii ingår i släktet Sinopodisma och familjen gräshoppor. Inga underarter finns listade i Catalogue of Life.